# Renata Debenedetti
Anna Maria Renata Orengo Debenedetti (Torino, 24 ottobre 1907 – Roma, 4 maggio 1998) è stata una scrittrice e traduttrice italiana.

## Biografia
Nata Anna Maria Renata Orengo di Roccasterone, era figlia del marchese ligure Antonio Orengo e della contessa russa Valentina Tallevitch. Si laureò nel 1929 in storia dell'arte, avendo per relatore Lionello Venturi.
Il 4 dicembre 1930 sposò Giacomo Debenedetti, conosciuto dieci anni prima a Torino.
Gli eventi della seconda guerra mondiale costringono la famiglia Debenedetti (Giacomo, la moglie Renata e i figli Elisa e Antonio) a fuggire da Roma, città in cui si erano trasferiti nel 1937, per rifugiarsi a Cortona. Lì Renata scrive Diario del Cegliolo. Cronaca della guerra in comune toscano: giugno-luglio 1944, piccolo classico della memorialistica resistenziale, pubblicato solo nel 1965 da Scheiwiller.
Una volta morto il marito, Renata unì le proprie forze a quelle di Cesare Garboli, e insieme ricostruirono l'opera di Giacomo Debenedetti, pubblicata poi in diversi volumi da Il Saggiatore. Renata Debenedetti lavorò poi per l'editore Garzanti, occupandosi di curare i volumi relativi alle lezioni universitarie tenute dal marito Giacomo, primo fra tutti Il romanzo del Novecento, e pubblicati postumi negli anni Settanta. Si dedicò poi alla traduzione dalla lingua francese, volgendo in italiano opere di Nerval, Renard e Cocteau.

## Opere

### Curatele
- Opere di Giacomo Debenedetti, Milano, Il saggiatore, 1969-1973 (con Cesare Garboli)

### Memorialistica
- Diario del Cegliolo. Cronaca della guerra in comune toscano: giugno-luglio 1944, Milano, All'insegna del pesce d'oro, 1965; ristampato in 1 000 copie in edizione anastatica fuori commercio, in occasione del 25 aprile 2019, a cura del Comune di Cortona, dell'A.N.P.I. Sezione di Cortona e dell'Accademia Etrusca

### Traduzioni
- Julien Green, Mille strade aperte, Milano, Rizzoli, 1968
- Jean Cocteau, Oppio, Milano, Il formichiere, 1976
- Gérard de Nerval, Le figlie del fuoco; La Pandora; Aurelia, Milano, Garzanti, 1983
- Jules Renard, Pel di carota e Storie naturali, Milano, Garzanti, 1987
- Madame de La Fayette, La principessa di Clèves, Milano, Garzanti, 1988